# Земельный суд Санкт-Пёльтена

Дворец правосудия в Санкт-Пёльтене

Земельный и районный суды Санкт-Пёльтена

Земельный суд Санкт-Пёльтена (нем. Landesgericht Sankt Pölten (LG Sankt Pölten)) — государственный региональный суд компетентной юрисдикции федеральной земли Нижняя Австрия. Суд расположен в городе Санкт-Пёльтен.
Адрес суда: 3100 Санкт-Пёльтен, Шисштаттринг, 6, тел. +43 2742 809.
Географические координаты Земельного суда Санкт-Пёльтена: 48°12′17″ с. ш. 15°37′06″ в. д.
Руководство суда (2016):
- Председатель земельного суда — Доктор Франц Кутка;
- заместитель председателя суда — Магистр Андреа Хумер;
- администратор суда — Манфред Хачк.

## Полномочия суда
Земельный суд Санкт-Пёльтена является судом региональной инстанции и  рассматривает уголовные и гражданские дела, поступающих от семи, существующих в настоящее время, районных судов Нижней Австрии, находящихся в территориальной подсудности данного суда (Амштеттен, Лилиенфельд, Мельк, Нойленгбах, Санкт-Пёльтен, Тульн и Шайбс). Он также рассматривает гражданские правовые отношения (за редкими исключениями) с суммами спора более 15000 евро. Кроме того, Земельный суд Санкт-Пёльтена, рассматривает апелляции на постановления районных судов Нижней Австрии, находящихся в территориальной подсудности данного суда, а также рассматривает дела по трудовому и социальному законодательству Австрии в этой части федеральной земли Нижняя Австрия независимо от суммы спора. Ведение реестра всех компаний, созданных в Нижней Австрии, находящихся в территориальной подсудности данного суда, также является прерогативой для Земельного суда Санкт-Пёльтена.
Территориальная юрисдикция Земельного суда Санкт-Пёльтена охватывает всю центральную и юго-западную части федеральной земли Нижняя Австрия и распространяется на два штатутарштадта Вайдхофен-ан-дер-Ибс и Санкт-Пёльтен, а также на её шесть политических округов: Амштеттен, Лилиенфельд, Мельк, Санкт-Пёльтен, Тульн и Шайбс. Вышестоящим судом для него является Высший земельный суд Вены.
⇑

## Здание суда
Земельный суд Санкт-Пёльтена в настоящее время располагается в здании на Шисштаттринг, 6.
Здание суда является общим зданием для земельного и районного судов Санкт-Пёльтена. Сервисный центр суда расположен на первом этаже. Земельный суд находится в левом (южном) крыле здания, а прокуратура — в правом (северном) крыле.

⇑

## История
Предыстория
Революция 1848 года повлияла существенным образом на австрийскую юрисдикцию того времени, сформировав предпосылки, действующие и по сегодняшний день. Судоустройство, созданное в те времена, существенно не претерпело изменений до нашего времени. Было создано четыре уровня судов следующих типов: районные суды, земельные суды, высшие региональные (апелляционные) суды и Верховный суд. Эти четыре вида судебных инстанций  были дифференцированы по размеру иска или тяжести преступления, вплоть до апелляции принятых ими решений в вышестоящих судах. Верховный суд, как последняя инстанция, уже был в Вене и во времена империи и его функции с 1918 года до сегодняшнего дня (за исключением периода национал-социализма) оставались практически неизменными.
Следующий уровень, ниже Верховного суда, формируется высшими судами. В 1855 году их было во всей империи девятнадцать, а сегодня их осталось в Австрии только четыре, а именно — в Вене, Граце, Инсбруке и Линце. Они действуют в основном в качестве апелляционных судов. Далее следуют так называемые суды первой инстанции. Этот собирательный термин стал необходимым, поскольку, помимо районных судов, были ещё земельные, а также другие специальные районные суды: коммерческие, ювенильные и по вопросам социального и трудового права. Из всех этих судов, существовавших со времён монархии, естественно, уже значительное число не существует. В пределах современной Австрии их было первоначально семнадцать, а в настоящее время  — двадцать после того, как был распущен в 2003 г. Венский суд по делам молодежи.
Иерархия
В юрисдикции Высшего земельного суда Вены — Земельный суд Вены по гражданским делам, Земельный суд Вены по уголовным делам, Земельный суд Айзенштадта, Земельный суд Винер-Нойштадта, Земельный суд Корнойбурга, Земельный суд Кремс-ан-дер-Донау и Земельный суд Санкт-Пёльтена. Кроме того, под его юрисдикцию подпадают также Венский коммерческий суд и Венский суд по труду и социальным вопросам. Самый низкий уровень юрисдикции, в конечном счёте, формируется в районных судах. В Нижней Австрии (в современных границах) было 79 районных судов, из которых в сферу деятельности (юрисдикцию) Земельного суда Санкт-Пёльтена подпадал 21. Это количество судов сохранялось довольно длительное время, пока не сократилось до семи. Районные суды, подпадающие под юрисдикцию Земельного суда Санкт-Пёльтена, в настоящее время располагаются в Амштеттене, Лилиенфельде, Мельке, Нойленгбахе, Санкт-Пёльтене, Тульне и Шайбсе. До 1 января 2016 года в территориальную подсудность суда входил также районный суд Пуркерсдорф. За последние 160 лет помимо судебных слияний и модификации их размеров юрисдикция районных судов изменяется и из-за дифференциации пределов стоимости иска, переименований, что было естественно. Снова и снова на основании предложений или идей для реальной поддержки и изменений в содержании этой организации судебной системы. К примеру, речь шла о реорганизации трибуналов первой инстанции с распространением этой программы на районные суды. Эти суды должны были быть усилены и для того, чтобы отказаться от апелляционных судов. Но это реформирование было заблокировано. Вся система австрийского судоустройства поэтому с середины 19-го века в основном устоялась и осталась практически без изменений в вертикали власти и применяется до сих пор.
Формирование суда
⇑

## Доказательства и источники
- Австрийская информационная система Rechtsinformationssystem des Bundes (RIS)  (нем.)
- Исторические законы и нормативные акты ALEX Historische Rechts- und Gesetzestexte Online  (нем.)
- Географические справочники, 1903÷1908 GenWiki  (нем.)
- Географические справочники GenWiki  (нем.)
- Австрия GenWiki  (нем.)
- Региональный научно-исследовательский портал GenWiki  (нем.)

⇑

## Внешние ссылки
- Немецко-русский переводчик, Google
- Земельный суд Санкт-Пёльтена на веб-сайте Министерства юстиции Австрии  (нем.)
- Географические координаты Земельного суда Санкт-Пёльтена: 48°12′17″ с. ш. 15°37′06″ в. д.HGЯO

## Лицензия
- Лицензия: Namensnennung 3.0 Österreich (CC BY 3.0 AT)  (нем.)